# Mentir para vivir
 (срп. Живот у лажи) мексичка је теленовела, продукцијске куће Телевиса, снимана 2013.

## Синопсис
Прича почиње у Колумбији.
Оријана Калахарис срећно је удата за Хосе Луиса са којим има ћерку Алину. Њена породична идила бива прекинута када јој Хосе, запослен на царини, једног дана призна да их полиција тражи због његових кријумчарских послова, од којих је зараду уплаћивао на рачун отворен на њено име. Немајући избора Оријана са Алином бежи у Мексико и смешта се у маленом хотелу у Сан Карлосу, који води њена другарица Ракел са сарадницом Лусином.
Међу гостима хотела налази се дон Габријел Санчез, Лусинин дугогодишњи пријатељ, један од сувласника фабрике за производњу тканине у Ермосиљу. Када је остао удовац, Габријел се оженио младом и амбициозном Лилом, са којом живи и њен прорачунати брат Берто. Габријелов син, Рикардо ради као инжењер у фабрици чија је власница Палома Арести, милионерка која годинама трага за својом унуком како би јој оставила своје богатство.
Једно мирно поподне на плажи прекинуће пуцањ. Габријел пада мртав, а Оријана затиче малену Алину са пиштољем у рукама. Лусина преузима ствари у своје руке, и шаље Оријану и Алину у Гвајмас. Када Рикардо дође да преузме тело свог оца и истражи шта се крије иза убиства, сазнаје да је за убиство осумњичена млада жена у пратњи ћерке.
У том периоду у хотел долази Инес Валдивија, усамљена и несрећна девојка која пати од болести зависти. Једног јутра море избацује њено беживотно тело. Лусина користи ову ситуацију и припрема Оријани документа како би могла да преузме лажни идентитет несрећно страдале девојке, и на тај начин оконча бекство због убиства дон Габријела. Немајући избора, Оријана прихвата Лусинину идеју. Њен живот добија још један преокрет када јој из Колумбије јаве, да је Хосе Луис погинуо у пуцњави са полицијом.
После неколико недеља у хотел долази детектив кога је унајмила Палома да пронађе њену унуку Инес. Лусина му даје информације о Оријаниној соби, како би ДНК могла да потврди да је она унука г-ђе Паломе.
Коначно проналазак Оријане, која сада живи под именом Инес, резултује њеним одласком у Паломину вилу и представља почетак њеног новог живота у лажи. Тамо Оријана упознаје Рикарда, Габријеловог сина и Паломиног пословног партнера.
Итог тренутка рађа се привлачност између Оријане и Рикарда, која ће наићи на бројне препреке. Њена пријатељица Ракел ће се сада претворити у највећу супарницу због љубави коју гаји према Рикарду, а ситуација ће се додатно закомпликовати када Хосе Луис, који заправо није погинуо, дође у Мексико да би повратио своју породицу.

## Глумачка постава

### Главне улоге
| Глумац:            | Улога:                           |
| ------------------ | -------------------------------- |
| Давид Зепеда       | Рикардо Санчес Бретон            |
| Мајрин Виљануева   | Оријана Калихарис Инес Валдивија |
| Дијего Оливера     | Хосе Луис Фалкон                 |
| Ана Паола Мартинез | Алина Каталина                   |

### Споредне улоге
| Глумац:              | Улога:                    |
| -------------------- | ------------------------- |
| Дулсе Марија         | Жаклина "Жаки"            |
| Алтаир Харабо        | Ракел Ледесма             |
| Сесилија Габријела   | Лусина Гонзалез           |
| Алехандро Томаси     | Габријел Санчез Фернандез |
| Адријана Роел        | Палома Арести             |
| Летисија Пердигон    | Матилде Арести            |
| Лурдес Мунхија       | Лила Мартин               |
| Алберто Ахнеси       | Антонио Араухо            |
| Алехандро Спеитзер   | Себастијан                |
| Маријана Гарса       | Марија Хименез            |
| Хуан Карлос Барето   | Рубен Камарго             |
| Хералдин Галван      | Фабиола Камарго           |
| Фердинандо Валенсија | Алберто Берто             |
| Нурија Бахес         | Фиделина                  |
| Фелипе Нахера        | Маријано                  |
| Лукас Веласкез       | Сесар                     |
| Фабијан Роблес       | Пјеро                     |
| Патрисио Кастиљо     |                           |
| Лаиша Вилкинс        | Инес                      |
| Лорена Веласкез      |                           |